# Klaren
Klaren är en sjö i Uddevalla kommun i Bohuslän och ingår i Bäveåns huvudavrinningsområde. Sjön är 8,3 meter djup, har en yta på 0,027 kvadratkilometer och är belägen 100 meter över havet.